# Шелудьки (Немировский район)
Шелу́дьки (укр. Шолудьки) — село на Украине, находится в Немировском районе Винницкой области.
Код КОАТУУ — 0523085803. Население по переписи 2001 года составляет 268 человек. Почтовый индекс — 22842. Телефонный код — 4331.
Занимает площадь 0,1 км².

## Адрес местного совета
22840, Винницкая область, Немировский р-н, с. Муховцы, ул. Ленина, 45, тел. 3-53-42.